# 駄知旧車館
駄知旧車館（だちきゅうしゃかん）は、岐阜県土岐市にある自動車の博物館。

## 概要
- 土岐市駄知町の中根モータースが運営する博物館である。中根モータースは社員の鈑金技術や塗装技術の向上のために旧車の復元整備を行っており、これらの旧車を展示する施設として2012年（平成24年）5月開館[1]。
- 展示車両は約60台[2]。1950年代以降の国産車が中心であるが、一部輸入車も展示している。

## 主な展示車両
- トヨペットクラウンRS30
- トヨペットクラウンRS41
- トヨペットコロナRT40
- ダットサンブルーバード（P311型）
- ダットサンブルーバード（P411型）
- 日産ローレル2000SGX（KHC130型）
- 日産セドリックスペシャル6
- 日産スカイライン2000GT
- 東洋工業T600
- マツダキャロル 360
- ホンダN360
- ダイハツフェローマックス
- ダイハツミゼットMP5
- 富士重工業スバル360

## 利用案内
- 所在地：岐阜県土岐市駄知町1410
- 開館時間：10:00 - 16:00
- 開館日：不定期　（おおよそ月に1度）
- 入館料：無料

## 交通アクセス

### 公共交通機関
- 東鉄バス瑞浪=東駄知=多治見線「本郷町」バス停より徒歩約1分
  - 多治見駅より瑞浪駅前行き、瑞浪駅より多治見駅前行き
- 東鉄バス肥田線「東駄知」バス停より徒歩約4分
  - 土岐市駅より中肥田経由旭ヶ丘北行き

## 不祥事
2023年7月、土岐市消防本部から消防法令違反による命令を受けた。